# Orthotrichum megalosporum
Orthotrichum megalosporum là một loài Rêu trong họ Orthotrichaceae. Loài này được (Venturi) Kindb. mô tả khoa học đầu tiên năm 1897.